# Sending Orbs
Sending Orbs es un sello discográfico independiente radicado en Holanda. Fundado en 2004, el sello ha publicado álbumes de IDM de diferentes artistas experimentales como Kettel, quien trabaja en el sello como encargado junto a su hermano Wouter Eising y Kristian Peters. Cada disco incluye artwork exclusivo de Jeroen Advocaat.

## Artistas
- Blamstrain
- Funckarma
- Kettel
- Legiac
- Secede
- Yagya